# أندرو سيمبسون
أندرو سيمبسون (بالإنجليزية: Andrew Simpson)‏ هو متسابق يخت بريطاني، ولد في 17 ديسمبر 1976 في Windlesham ‏ في المملكة المتحدة، وتوفي في 9 مايو 2013 في سان فرانسيسكو في الولايات المتحدة بسبب غرق.

## وصلات خارجية
- أندرو سيمبسون على موقع الاتحاد الدولي للملاحة الشراعية (موقع جديد) (الإنجليزية)
- أندرو سيمبسون على موقع الاتحاد الدولي للملاحة الشراعية (موقع قديم) (الإنجليزية)
- أندرو سيمبسون على موقع اللجنة الأولمبية الدولية (الإنجليزية)
- أندرو سيمبسون على موقع أوليمبيديا (الإنجليزية)
- أندرو سيمبسون على موقع اللجنة الأولمبية البريطانية (الإنجليزية)